# Дическу, Анастасия
Анастасия Дическу (рум. Anastasia Dicescu ; 27 февраля 1887, Галешты, Бессарабия (ныне Страшенский район Молдавии) — 1945, Бучердя-Гриноасе, (ныне жудец Алба, Румыния) — румынская и молдавская оперная певица, сопрано, музыкальный педагог, профессор вокала Королевской академии музыки и драматического искусства в Бухаресте (1936—1942). Один из создателей в 1918 году и руководитель (до 1940) «Музыкального румынского общества» в Кишинёве. Театральный деятель. Первый директор Бессарабской оперы (1919—1923).

## Биография
Родилась 27 февраля 1887 года в коммуне Галешты. Её родители — потомки дворян с левого берега реки Прут. Мать — Евгения Дикеску. Отец — Павел Виктор Дическу, сторонник преподавания в школах Бессарабии на румынском языке и основатель Молдавского культурного общества (1905).
Изучала вокал в Одесской консерватории, затем в музыкальных академиях Санкт-Петербурга и Рима. В 1908 году дебютировала на сцене. В 1916 году стала членом Лирического румынского общества.
Выступала сцене Румынской оперы в г. Клуж (1919—1935).
В 1919—1936 годах работала также и в качестве режиссёра, педагога по вокалу в частной кинсерватории (впоследствии «Униря») в Кишинёве, и профессора оперного пения в Королевской академии музыки и драматического искусства в Бухаресте (1936—1942). В 1940 году будет вынуждена эмигрировать в Румынию.
Анастасия Дическу с лирическим сопрано с успехом выступала в ведущих ролях в операх: Виолетты ‒ «Травиата» и Аиды в одноименной опере, Джильды ‒ «Риголетто» Джузеппе Верди; Маргариты ‒ «Фауст» Шарля Гуно; Розины ‒ «Севильский цирюльник» Джоаккино Россини и других.
Умерла в 1945 году от туберкулёза.